# Oskar von Zoller
Pour les articles homonymes, voir Zoller.
Oskar Freiherr von Zoller, né le 13 novembre 1809 à Straubing et mort le 10 juillet 1866 à Winkels, est un lieutenant général bavarois.

## Récompenses et distinctions
- Chevalier de l'ordre du Sauveur